# Clima mesotérmico úmido
O clima mesotérmico úmido não tem estação seca e depende da Massa Polar Atlântica (inverno e outono) e da Massa Tropical Atlântica (verão e primavera) para as mudanças de estação e temperatura. Esse tipo de clima ocorre, por exemplo, em Florianópolis, Brasil.